# Astronomia su Marte

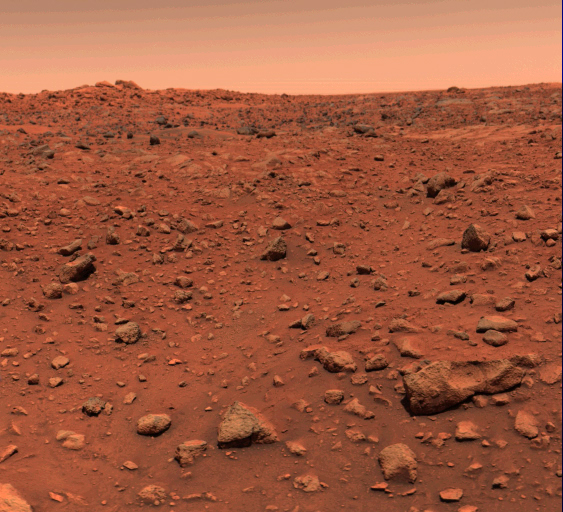
La prima immagine a colori del suolo e del cielo di Marte, scattata dal Viking 1 il 21 luglio 1976.

L'astronomia su Marte è intesa come l'osservazione del cielo e dei fenomeni astronomici visti dalla superficie marziana. In molti casi la vista dei fenomeni astronomici e delle stelle in particolare è simile alla visione che si ha dalla Terra, tuttavia esistono alcune differenze, come quella dovuta alla sottile atmosfera di Marte, che consentirebbe anche l'osservazione nell'ultravioletto perché priva dello strato di ozono, oppure della differente vista degli altri pianeti del sistema solare, come la Terra stessa, che insieme alla Luna, è un oggetto piuttosto splendente nel cielo marziano, e sarebbe, come Venere visto dalla Terra, una "stella del mattino" o della sera.

## Stagioni e cielo

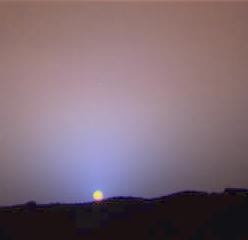
Le variazioni di colore del cielo di Marte al tramonto, in una foto della sonda Mars Pathfinder.

L'eccentricità orbitale di Marte è più elevata di quella terrestre, così come la sua inclinazione assiale (25,19°), e questo comporta differenze più marcate tra le diverse stagioni su Marte, specialmente durante i solstizi. Il Sole visto da Marte ha un minore diametro angolare rispetto alla visione dalla Terra, del 60 o 70%, a seconda che Marte si trovi al perielio o all'afelio, e riceve da 1,9 a 2,7 volte in meno la quantità di radiazione solare che giunge alla Terra. Possono essere presenti nubi e foschie su Marte, tuttavia è la quantità di polveri presenti sospesa nell'aria, soprattutto ossidi di ferro che influenza maggiormente l'aspetto del cielo, che per l'effetto dello scattering di Rayleigh, possiede una tinta tendente al rosato-arancione anche in pieno giorno, mentre in altre occasioni, soprattutto al tramonto, la presenza di particelle di ghiaccio nell'atmosfera fa assumere al cielo una tinta blu o violetta.
Le foto scattate dalle sonde inviate sulla superficie mostrano tonalità del cielo marziano spesso diverse le une dalle altre, tuttavia c'è da considerare che le sonde solitamente riprendono immagini usando filtri maggiormente utili per le ricerche scientifiche, e solo successivamente scienziati sulla Terra rielaborano quelle immagini per farle assomigliare il più possibile ad una visione umana.

## Fenomeni astronomici

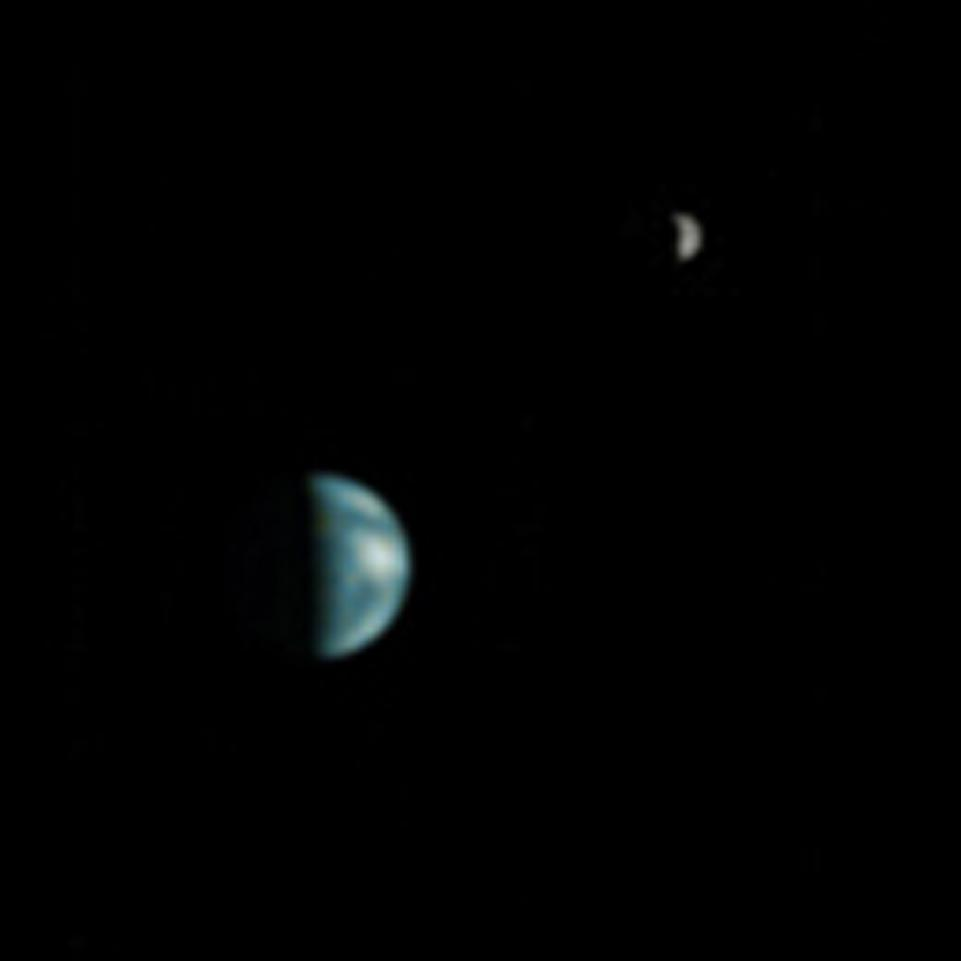
La Terra e la Luna, in un'immagine del Mars Global Surveyor dell'8 maggio 2003 quando la Terra si trovava a 129 milioni di km di distanza da Marte.

### Terra e Luna
Come Venere visto dalla Terra, il nostro pianeta appare da Marte come la "stella del mattino" o "stella della sera". Apparirebbe però un oggetto in più vicino alla Terra, meno luminoso ma ben visibile a occhio nudo, cioè la Luna. La vista con un piccolo telescopio consentirebbe di vederle entrambe in fase crescente o calante, in quanto l'orbita terrestre è interna rispetto a quella marziana. La separazione massima tra la Terra e la Luna viste da Marte può raggiungere i 17 minuti d'arco, quando è massima l'elongazione della Luna dalla Terra (a confronto, il diametro angolare della Luna piena vista dalla Terra è 31'), in occasione delle congiunzioni inferiori. Un osservatore posto su Marte può talvolta osservare i transiti della Luna davanti alla Terra, o l'occultazione stessa della luna dietro al nostro pianeta, e a pochi giorni di distanza osservare la Luna fondersi in un unico punto con la Terra. Molto più raramente, si possono osservare i transiti della Terra sul disco solare, come quello avvenuto nel 1894 e quello che avverrà nel 2084. 

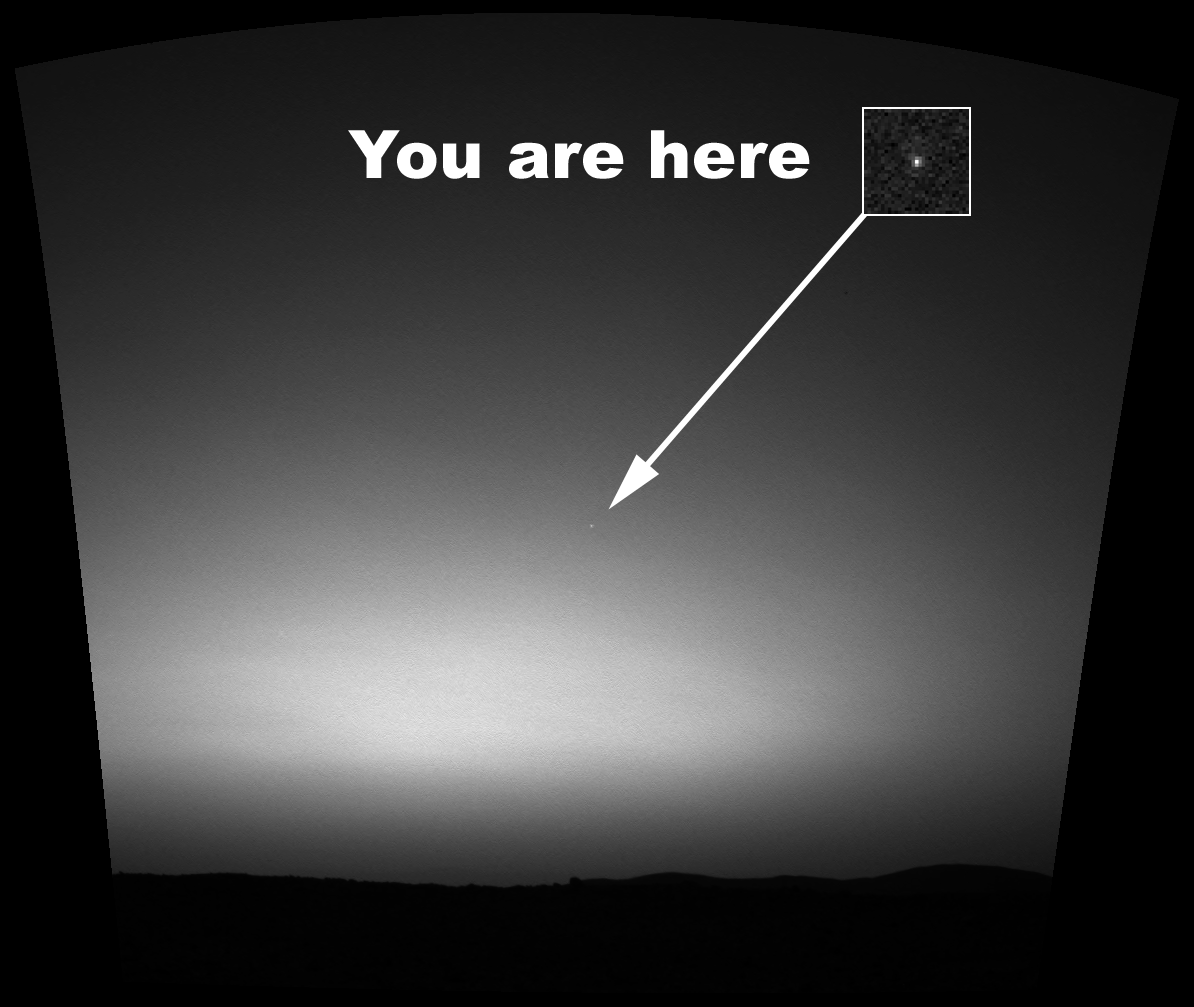
La Terra, qui in versione "stella del mattino" fotografata da Spirit nel 2004.

L'8 maggio 2003 il Mars Global Surveyor fotografò la Terra e la Luna in quel momento molto vicine all'elongazione massima dal Sole e a una distanza di 0,93 UA da Marte. Le magnitudini apparenti ricavate risultarono essere rispettivamente -2,5 e +0,9 per la Terra e la Luna. La luminosità della Terra può variare a seconda della sua vicinanza a Marte, comunque la sua luminosità massima è di poco superiore a quella osservata nella foto della Mars Global Surveyor, attorno a -2,6, inferiore ancora a quella di Venere, che, dotato di un'atmosfera altamente riflettente, sarebbe più luminoso della Terra visto da Marte, nonostante la maggior distanza e il minor diametro angolare.
L'osservatore che si trovasse sul suolo marziano vedrebbe la Terra molto simile a quella di una foto del Curiosity del 2014, che mostra la Terra, più brillante, e la Luna, più piccola e scura, assieme durante un tramonto marziano 
Con un telescopio invece, un osservatore posto su Marte potrebbe, oltre che osservare i continenti terrestri, scorgere alcuni dettagli della faccia nascosta della Luna, perennemente invisibile dalla Terra.

### Phobos e Deimos

Un'eclisse anulare di Sole vista dal rover Opportunity nel 2004, con Fobos che attraversa il disco solare.

Il satellite Fobos, che dista appena 6000 km dalla superficie di Marte, ha un diametro angolare circa un terzo rispetto a quello della Luna vista dalla Terra mentre Deimos, per le sue dimensioni, appare come una stella. Fobos ruota così velocemente attorno a Marte che lo si vedrebbe sorgere e tramontare due volte nello stesso giorno marziano, la cui durata equivale al giorno terrestre. Deimos invece, ruota con un periodo di poco superiore al giorno marziano, e lo si vedrebbe sorgere e tramontare nell'arco di due giorni e mezzo
Fobos da Marte può arrivare al massimo ad avere un diametro angolare di 11', e Deimos di soli 2', mentre arriverebbero a brillare, nelle migliori condizioni, rispettivamente di magnitudine -9 e - 5, quindi Fobos sarebbe meno brillante della Luna vista da terra (-12,7) e Deimos poco più brillante di Venere, sempre visto dalla Terra (-4,6). Conseguentemente al piccolo diametro angolare, le lune di Marte non potrebbero produrre eclissi totali di Sole, ma solo transiti o eclissi anulari di breve durata, 30 secondi per Fobos e 2 minuti per Deimos. I satelliti stessi possono venire eclissati da Marte, per periodi di un'ora o due, incentrati soprattutto durante gli equinozi. Occasionalmente, e visibile solo da una stretta fascia vicino all'equatore, Fobos può occultare Deimos. Essendo in rotazione sincrona col pianeta, Phobos e Deimos mostrano sempre la stessa faccia ad un osservatore posto su Marte.

Il rover Curiosity nell'agosto del 2013 cattura questa sequenza in tempo reale del transito di Fobos davanti a Deimos, che viene occultato

Certamente imponente sarebbe, al contrario, il cielo visto da Fobos, dove Marte sarebbe 6400 più grande e 2500 volte più brillante della Luna piena vista dalla Terra. In questo caso, l'eclisse totale di Sole è un fenomeno frequente, negli stessi momenti in cui da Marte si osserva un'occultazione della luna. Tuttavia, fra qualche milione di anni questi fenomeni non saranno più osservabili, in quanto l'orbita di Fobos è in costante riduzione, e quando la luna raggiungerà il limite di Roche, sarà probabilmente ridotta in frantumi.

## Altri pianeti e oggetti del sistema solare
Gli altri pianeti del sistema solare sarebbero visti da Marte sostanzialmente senza grosse differenze rispetto a come si vedono dalla Terra. Venere sarebbe meno luminoso che visto dalla Terra, e brillerebbe di magnitudine -3,2, mentre un po' più luminoso sarebbe Giove, un po' meno distante da Marte in opposizione rispetto alla distanza che lo separa dalla Terra, e avrebbe una magnitudine di -2,8, mentre i pianeti più esterni sarebbero solo impercettibilmente più luminosi che visti dalla Terra.

### Comete e meteore

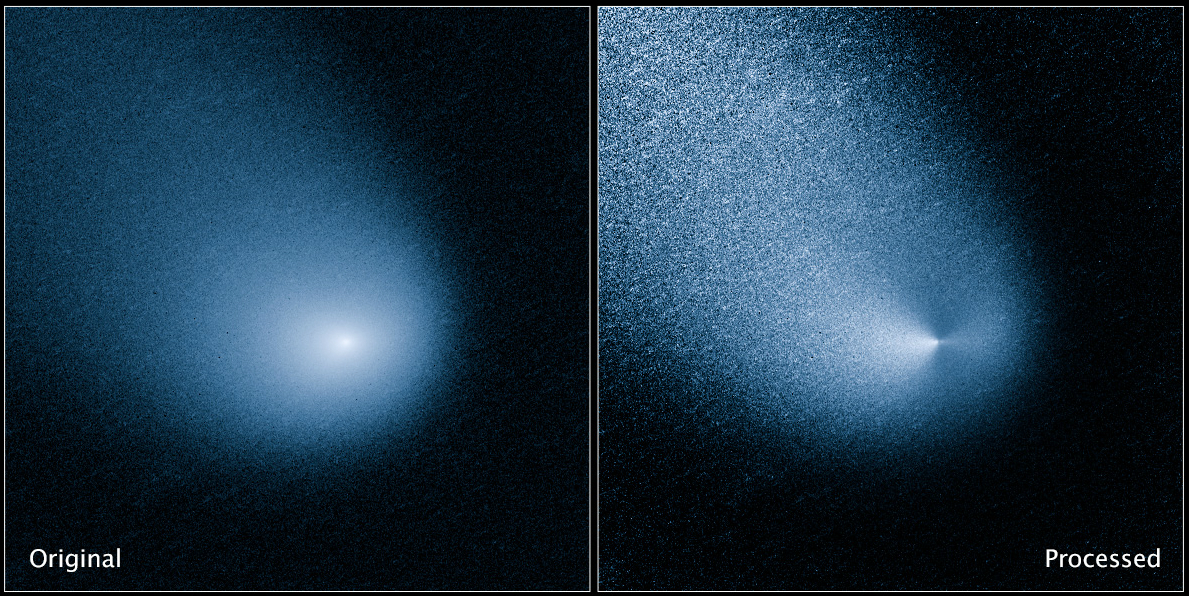
La Cometa Siding Spring vista da Hubble nel marzo 2014.

Dal momento che Marte ha un'atmosfera relativamente trasparente alle lunghezze d'onda ottiche, così come la Terra, comete e meteore possono talvolta essere viste dalla superficie marziana. Le piogge meteoritiche sulla Terra avvengono quando il nostro pianeta interseca l'orbita di una cometa; possono verificarsi anche su Marte, nonostante la differenza rispetto ai fenomeni terrestri a causa della più sottile atmosfera marziana.
Si pensa che la prima meteora fotografata su Marte, il 7 marzo 2004 dal rover Spirit, derivasse da una pioggia di meteoriti la cui origine era la cometa 114P/Wiseman-Skiff. Come sulla Terra, quando una meteora è abbastanza grande per arrivare sulla superficie senza bruciare completamente nell'atmosfera, diventa un meteorite. Il primo meteorite conosciuto scoperto su Marte è stato Heat Shield Rock, trovato dal rover Opportunity nel 2005.
Il 19 ottobre 2014, la cometa Siding Spring è passata molto vicino a Marte, al punto che la chioma ha avvolto l'intero pianeta, generando una tempesta meteorica. Non si è invece verificato l'impatto della cometa sul pianeta ipotizzato inizialmente nel 2013 quando l'orbita cometaria non era ancora definita con sufficiente certezza.

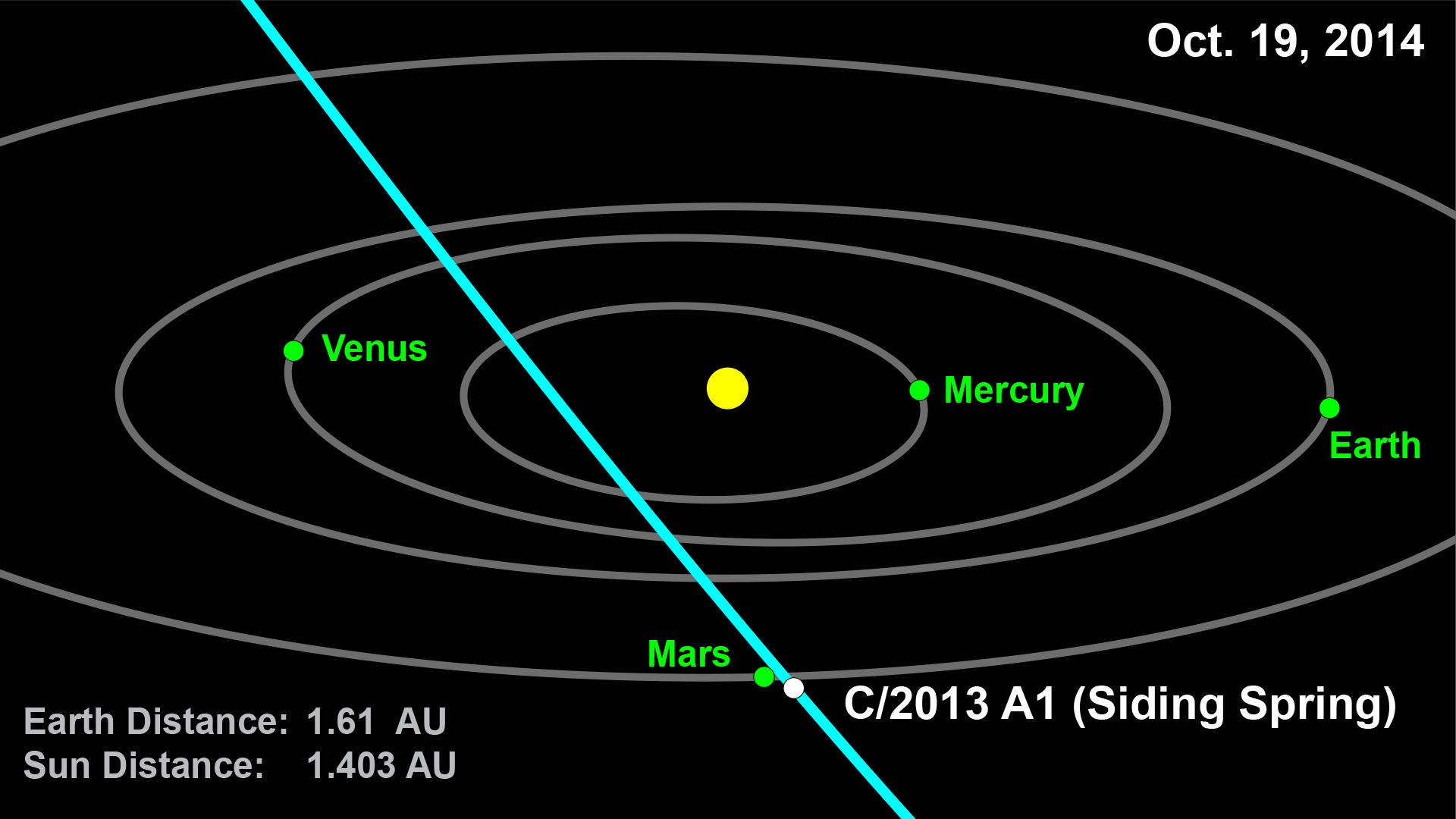
Posizione della cometa Siding Spring il 19 ottobre 2014.

## Aurore
Le aurore si verificano talvolta anche su Marte, ma non alle alte latitudini come sulla Terra, perché Marte non possiede un campo magnetico. Si originano nei punti della crosta dove sono presenti rocce magnetiche, che altro non sono che i resti di un campo magnetico planetario esistito in passato. Si producono all'arrivo di particelle cariche trasportate dal vento solare, che eccitano l'alta atmosfera lungo le linee dei campi magnetici locali, situati prevalentemente nell'emisfero sud di Marte. Ne sono state rilevate a centinaia dalle sonde spaziali, tuttavia sono invisibili all'occhio umano, in quanto possono essere scorte solo in luce ultravioletta.

## Stelle
Essendo le stelle molto lontane, le costellazioni sono esattamente le stesse di come sono viste dalla Terra. Tuttavia l'inclinazione dell'asse di Marte comporta che il polo nord celeste si trovi nei pressi della brillante Deneb, più esattamente a metà strada tra Deneb e α Cephei (Alderamin). Una differenza rispetto alla visione terrestre è che le stelle sarebbero prive del tipico scintillio che si osserva dalla Terra, in quanto l'atmosfera marziana è nettamente più sottile di quella terrestre, con una pressione atmosferica 100 volte minore.
Il polo sud celeste invece si troverebbe non lontano dalla stella Kappa Velorum.

## Variazioni a lungo termine

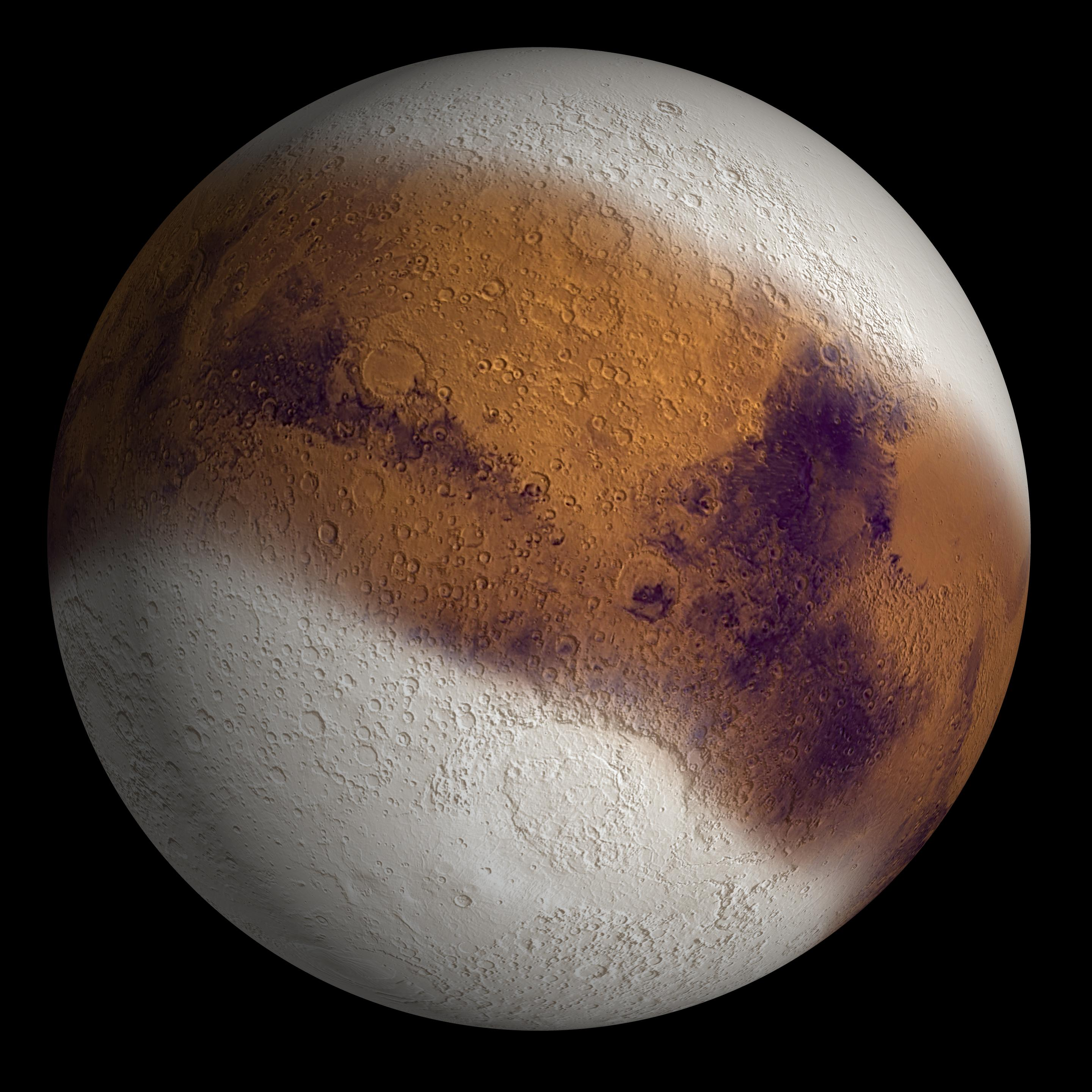
Rappresentazione artistica di come sarebbe potuto essere Marte 400.000 anni fa, durante un'era glaciale dovuta a una forte inclinazione assiale

Come sulla Terra, l'effetto della precessione fa sì che l'asse di rotazione si muova descrivendo un grande cerchio, con un ciclo che su Marte è di 171.000 anni terrestri, contro i 26.000 anni della precessione degli equinozi della Terra.
Come sulla Terra, vi è una seconda forma di precessione, la precessione anomalistica, che comporta lo spostamento nel tempo del punto del perielio con conseguente differenza tra anno anomalo e anno siderale. Su Marte questo ciclo è di 51.000 anni invece che 21.000 anni come sulla Terra. Questa variazione ha una maggior influenza per Marte, per via della maggior eccentricità orbitale rispetto alla Terra. Durante questi periodi i punti di equinozio e solstizio si spostano rispetto agli apsidi.
Anche il periodo di rotazione di Marte sta rallentando, come quello terrestre. Tuttavia, essendo l'effetto gravitazionale di Phobos trascurabile, il rallentamento della rotazione è dovuto principalmente al Sole. Sulla Terra, l'influenza gravitazionale della Luna ha un effetto molto maggiore e nel lontano futuro farà sì che la lunghezza del giorno terrestre sarà dapprima uguale e poi superiore alla lunghezza del giorno marziano.
Come sulla Terra, anche per Marte esistono i cicli di Milanković; l'insieme delle variazioni di eccentricità orbitale, precessione e variazione dell'obliquità dell'inclinazione assiale comporta nel tempo una notevole variazione del clima, come nel caso della Terra che subisce ogni 100.000 anni circa fenomeni di glaciazione. Mancando l'influenza gravitazionale di una grossa luna, la variazione dell'inclinazione assiale su Marte è più marcata ed ha un ciclo di 100.000 anni circa, contro i 41.000 della variazione dell'inclinazione assiale terrestre.